# Municipio Huehuetán
Koordinaten: 15° 2′ N, 92° 23′ W
Huehuetán ist ein Municipio im Südwesten des mexikanischen Bundesstaats Chiapas. Da Municipio hat etwa 33.000 Einwohner und eine Fläche von 304,3 km². Verwaltungssitz und größter Ort des Municipios ist das gleichnamige Huehuetán.
Der Name Huehuetán kommt aus dem Nahuatl und bedeutet „Platz, wo es sehr viele alte (Menschen) gibt“.

## Geographie
Das Municipio Huehuetán liegt im Süden des mexikanischen Bundesstaats Chiapas am Rande der Sierra Madre de Chiapas in der Region Soconusco auf Höhen zwischen 100 m und 800 m. Es zählt zur Gänze zur physiographischen Provinz der Cordillera Centroamericana und liegt vollständig in der hydrologischen Region Costa de Chiapas. Die Geologie des Municipios wird zu 60 % von Alluvionen bestimmt bei 27 % Tuff und 13 % Granit, vorherrschende Bodentypen sind der Cambisol (34 %), Luvisol (21 %) und Acrisol (20 %). Etwa 48 % der Gemeindefläche werden von Weideland eingenommen, 44 % dienen dem Ackerbau.
Das Municipio Huehuetán grenzt an die Municipios Tapachula, Mazatán, Huixtla und Tuzantán.

## Bevölkerung
Beim Zensus 2010 wurden im Municipio 33.444 Menschen in 8.060 Wohneinheiten gezählt. Davon wurden 82 Personen als Sprecher einer indigenen Sprache registriert. Knapp 17 Prozent der Bevölkerung waren Analphabeten. 10.876 Einwohner wurden als Erwerbspersonen registriert, wovon 80 % Männer bzw. 1,8 % arbeitslos waren. 30 % der Bevölkerung lebten in extremer Armut.

## Orte
Das Municipio Huehuetán umfasst 92 bewohnte localidades, von denen der Hauptort sowie Huehuetán Estación FFCC vom INEGI als urban klassifiziert sind. Fünf Orte wiesen beim Zensus 2010 eine Einwohnerzahl von über 1000 auf, 49 Orte hatten weniger als 100 Einwohner. Die größten Orte sind:
| Ort                     | Einwohner |
| Huehuetán               | 7755      |
| Huehuetán Estación FFCC | 6314      |
| Guadalupe               | 1687      |
| Plan de Ayala           | 1443      |
| Chamulapita             | 1337      |
| San José el Amate       | 0947      |
| Cuyamiapa               | 0887      |